# Chansonnier
Chansonnier of chansonnière is het Franse woord voor liedjesdichter of cabaretier. In het Nederlands wordt de term gebruikt voor artiesten die Franse chansons zingen. Daarnaast worden artiesten wier werk thuishoort in, of nauwe verbanden heeft met, de traditie van de Franse populaire muziek, ook wel chansonniers genoemd.  De Alliance française in Nederland organiseert jaarlijks het Concours de la Chanson.

## Bekende chansonniers
| - Salvatore Adamo (1943) - Guido Belcanto (1953) - Jacques Brel (1929-1978) - Miel Cools (1935-2015) - Raymond van het Groenewoud (1950) - Bart Herman (1959) - Bart Peeters (1959) - Zjef Vanuytsel (1945-2015) - Johan Verminnen (1951) - Yasmine (1972-2009) - Marlene Dietrich (1901-1992) - Hildegard Knef (1925-2002) - Reinhard Mey (1942) - Sven Ratzke (1977) | - Charles Aznavour (1924-2018) - Barbara (1930-1997) - Gilbert Bécaud (1927-2001) - Bénabar (1969) - Lucienne Boyer (1901-1983) - Georges Brassens (1921-1981) - Aristide Bruant (1851-1925) - Patrick Bruel (1959) - Francis Cabrel (1953) - Maurice Chevalier (1888-1972) - Julien Clerc (1947) - Dalida (1933-1987) - Michel Delpech (1946-2016) - Jacques Dutronc (1943) - Anne Sylvestre (1934-2020) - Mylène Farmer (1961) - Jean Ferrat (1930-2010) - Léo Ferré (1916-1993) - Claude François (1939-1978) - Serge Gainsbourg (1928-1991) - Juliette Gréco (1927-2020) - Françoise Hardy (1944-2024) - Patricia Kaas (1966) - Mireille Mathieu (1946) - Yves Montand (1921-1992) - Georges Moustaki (1934-2013) - Gérard Lenorman (1945) - Patachou (1918-2015) - Édith Piaf (1915-1963) - Barbara Praví (1993) - Serge Reggiani (1922-2004) - Michel Sardou (1947) - Charles Trenet (1913-2001) - Anne Vanderlove (1943) | - Martine Bijl (1948-2019) - Frank Boeijen (1957) - Stef Bos (1961) - Corry Brokken (1932-2016) - Jules de Corte (1924-1996) - Dave (1944) - Philippe Elan (1960) - Jaap Fischer (1938) - Boudewijn de Groot (1944) - Frans Halsema (1939-1984) - Claude (2003) - Thé Lau (1952-2015) - Liesbeth List (1941-2020) - Robert Long (1943-2006) - Huub van der Lubbe (1953) - Tess Merlot (1990) - Benny Neyman (1951-2008) - Han Peekel (1947-2022) - Drs. P (1919-2015) - Ronnie Potsdammer (1922-1994) - Maarten van Roozendaal (1962-2013) - Ramses Shaffy (1933-2009) - Wende Snijders (1978) - Wim Sonneveld (1917-1974) - Herman van Veen (1945) - Bram Vermeulen (1946-2004) - Cornelis Vreeswijk (1937-1987) |